# Kamilo
Marko Furije Kamilo, lat. Marcus Furius Camillus, rimski je vojskovođa, umro oko 365. pr. Kr. Kao diktator osvojio 396. pr. Kr. etruščanski grad Veje. Jedini je u povijesti Rima održao trijumf vozeći se na četvoropregu s četiri konja bijelca, što se smatralo znamenjem Jupitera. Protjeran iz Rima prije najezde Gala zbog (najvjerojatnije lažne) optužbe da je iz plijena od osvajanja Veja uzeo jedna vrata. Godine 387. pr. Kr. vratio se u Rim koji su, osim Kapitola, osvojili Gali, i protjerao ih iz Rima. Predaje ga opisuju kao drugog osnivača Rima (alter conditor Romae).
Pripisuje mu se čuvena uzrečica: Domovina se ne brani zlatom nego željezom.